# Top 500 van de 90's
De Top 500 van de 90's is een jaarlijks terugkerende hitlijst die wordt uitgezonden op Vlaamse radiozender Q-music in de maand februari. De lijst werd voor het eerst uitgezonden in 2013.

## Editie 2013
Dit is de top 10 van de Top 500 van de 90's editie 2013, gebaseerd op stemmen van luisteraars.
| Nr. | Uitvoerder     | Titel                   | Jaar |
| --- | -------------- | ----------------------- | ---- |
| 1   | Snap!          | Rhythm is a Dancer      | 1993 |
| 2   | 2 Unlimited    | No Limit                | 1993 |
| 3   | U2             | One                     | 1992 |
| 4   | Faithless      | Insomnia                | 1995 |
| 5   | Anouk          | Nobody's Wife           | 1997 |
| 6   | Britney Spears | Baby One More Time      | 1998 |
| 7   | Nirvana        | Smells Like Teen Spirit | 1991 |
| 8   | Culture Beat   | Mr. Vain                | 1993 |
| 9   | Gorki          | Mia                     | 1992 |
| 10  | Robin S        | Show Me Love            | 1993 |

## Editie 2014
Dit is de top 10 van de Top 500 van de 90's editie 2014, gebaseerd op stemmen van luisteraars.
| Nr. | 2013 | Uitvoerder  | Titel                   | Jaar |
| --- | ---- | ----------- | ----------------------- | ---- |
| 1   | 4    | Faithless   | Insomnia                | 1995 |
| 2   | 3    | U2          | One                     | 1992 |
| 3   | 1    | Snap!       | Rhythm is a Dancer      | 1993 |
| 4   | 7    | Nirvana     | Smells Like Teen Spirit | 1991 |
| 5   | 2    | 2 Unlimited | No Limit                | 1993 |
| 6   | 9    | Gorki       | Mia                     | 1992 |
| 7   | -    | Gala        | Freed from Desire       | 1997 |
| 8   | 5    | Anouk       | Nobody's Wife           | 1997 |
| 9   | 10   | Robin S     | Show Me Love            | 1993 |
| 10  | -    | Clouseau    | Afscheid van een Vriend | 1992 |

## Editie 2015
Dit is de top 10 van de Top 500 van de 90's editie 2015, gebaseerd op stemmen van luisteraars.
| Nr. | 2014 | 2013 | Uitvoerder     | Titel                   | Jaar |
| --- | ---- | ---- | -------------- | ----------------------- | ---- |
| 1   | 3    | 1    | Snap!          | Rhythm is a Dancer      | 1993 |
| 2   | 6    | 9    | Gorki          | Mia                     | 1992 |
| 3   | -    | -    | Spice Girls    | Wannabe                 | 1996 |
| 4   | 1    | 4    | Faithless      | Insomnia                | 1996 |
| 5   | -    | -    | AC/DC          | Thunderstruck           | 1991 |
| 6   | 5    | 2    | 2 Unlimited    | No Limit                | 1993 |
| 7   | 2    | 3    | U2             | One                     | 1992 |
| 8   | -    | -    | 2 Fabiola      | Lift U Up               | 1995 |
| 9   | 4    | 7    | Nirvana        | Smells Like Teen Spirit | 1991 |
| 10  | -    | 6    | Britney Spears | Baby One More Time      | 1998 |

## Editie 2016
Dit is de top 10 van de Top 500 van de 90's editie 2016, gebaseerd op stemmen van luisteraars.
| Nr. | 2015 | 2014 | 2013 | Uitvoerder      | Titel                         | Jaar |
| --- | ---- | ---- | ---- | --------------- | ----------------------------- | ---- |
| 1   | 4    | 1    | 4    | Faithless       | Insomnia                      | 1996 |
| 2   | 5    | -    | -    | AC/DC           | Thunderstruck                 | 1991 |
| 3   | 1    | 3    | 1    | Snap!           | Rhythm is a Dancer            | 1993 |
| 4   | 10   | -    | 6    | Britney Spears  | Baby One More Time            | 1998 |
| 5   | 9    | 4    | 7    | Nirvana         | Smells Like Teen Spirit       | 1991 |
| 6   | -    | -    | -    | Backstreet Boys | Everybody (Backstreet's Back) | 1997 |
| 7   | 2    | 6    | 9    | Gorki           | Mia                           | 1992 |
| 8   | -    | 9    | 10   | Robin S         | Show Me Love                  | 1993 |
| 9   | -    | -    | -    | Robbie Williams | Angels                        | 1997 |
| 10  | 3    | -    | -    | Spice Girls     | Wannabe                       | 1996 |

## Editie 2017
Dit is de top 10 van de Top 500 van de 90's editie 2017, gebaseerd op stemmen van luisteraars.
| Nr. | Uitvoerder      | Titel                         | Jaar |
| --- | --------------- | ----------------------------- | ---- |
| 1   | Nirvana         | Smells Like Teen Spirit       | 1991 |
| 2   | Faithless       | Insomnia                      | 1995 |
| 3   | Britney Spears  | Baby One More Time            | 1998 |
| 4   | Snap!           | Rhythm Is A Dancer            | 1992 |
| 5   | AC/DC           | Thunderstruck                 | 1991 |
| 6   | Spice Girls     | Wannabe                       | 1998 |
| 7   | Gorki           | Mia                           | 1992 |
| 8   | Backstreet Boys | Everybody (Backstreet's Back) | 1997 |
| 9   | U2              | One                           | 1991 |
| 10  | Steps           | 5,6,7,8                       | 1998 |